# Bindal
Bindal è un comune norvegese della contea di Nordland.